# Лямбірський район
Ля́мбірський район (рос. Лямбирский район, ерз. Лямбирьбуе) — муніципальний район у складі Республіки Мордовія Російської Федерації.
Адміністративний центр — село Лямбір.

## Населення
Населення району становить 33948 осіб (2019, 34142 у 2010, 33886 у 2002).

## Адміністративно-територіальний поділ
На території району 14 сільських поселень:
| Поселення                               | Площа, км² | Населення, осіб (2002) | Населення, осіб (2010) | Населення, осіб (2019) | Центр            | Населені пункти |
| --------------------------------------- | ---------- | ---------------------- | ---------------------- | ---------------------- | ---------------- | --------------- |
| Аксьоновське сільське поселення         | 42,06      | 1819                   | 1745                   | 1610                   | Аксьоново        | 2               |
| Александровське сільське поселення      | 41,81      | 1771                   | 1722                   | 1645                   | Александровка    | 3               |
| Атемарське сільське поселення           | 99,98      | 4248                   | 4158                   | 4180                   | Атемар           | 5               |
| Берсеневське сільське поселення         | 41,54      | 3865                   | 4185                   | 4729                   | Берсеневка       | 9               |
| Болотниковське сільське поселення       | 63,77      | 669                    | 691                    | 657                    | Болотниково      | 6               |
| Великоєлховське сільське поселення      | 15,13      | 4190                   | 4283                   | 4097                   | Велика Єлховка   | 2               |
| Кривозер'євське сільське поселення      | 45,80      | 1566                   | 1708                   | 1652                   | Кривозер'є       | 4               |
| Лямбірське сільське поселення           | 87,54      | 9004                   | 9009                   | 8930                   | Лямбір           | 2               |
| Пензятське сільське поселення           | 69,01      | 1214                   | 1340                   | 1326                   | Пензятка         | 3               |
| Первомайське сільське поселення         | 101,87     | 1561                   | 1388                   | 1201                   | Первомайськ      | 8               |
| Протасовське сільське поселення         | 76,79      | 744                    | 698                    | 696                    | Протасово        | 8               |
| Саловське сільське поселення            | 98,67      | 1735                   | 1752                   | 1798                   | Совхоз «Комунар» | 13              |
| Скрябінське сільське поселення          | 77,61      | 694                    | 669                    | 597                    | Скрябіно         | 4               |
| Татарсько-Тавлинське сільське поселення | 18,49      | 806                    | 794                    | 830                    | Татарська Тавла  | 1               |

- 17 травня 2018 року було ліквідовано Михайловське сільське поселення, його територія увійшла до складу Протасовське сільського поселення[4].
- 24 квітня 2019 року було ліквідовано Дальнє сільське поселення, його територія увійшла до складу Первомайського сільського поселення[5].

## Найбільші населені пункти
Найбільші населені пункти з чисельністю населення понад 1000 осіб:
| № | Населений пункт | Населення, осіб (2002) | Населення, осіб (2010) |
| - | --------------- | ---------------------- | ---------------------- |
| 1 | Лямбір          | 8 467                  | 8 457                  |
| 2 | Велика Єлховка  | 4 114                  | 4 171                  |
| 3 | Атемар          | 4 146                  | 4 078                  |
| 4 | Берсеневка      | 2 449                  | 2 553                  |
| 5 | Александровка   | 1 611                  | 1 575                  |
| 6 | Аксьоново       | 1 573                  | 1 496                  |
| 7 | Пензятка        | 1 124                  | 1 257                  |